# ケビン・オグレツリー
ケビン・オグレツリー（Kevin Ogletree 1987年8月5日 - ）は、ニューヨーク市クイーンズ区出身の元アメリカンフットボール選手。現役時代のポジションはワイドレシーバー。

## 経歴
バージニア大学時代、2度アトランティック・コースト・カンファレンスのオールチームに2度選ばれた。
2006年シーズン終了後、手首の関節鏡視下手術を受けた。2007年3月、前十字靭帯を断裂、手術を受けた。怪我から復帰した2008年には、チームトップの58回のレシーブで753ヤード、5TDをあげた。
3年次終了後、NFLドラフトにアーリーエントリーしたが、2009年のNFLドラフトで指名されなかった。ダラス・カウボーイズのトレーニングキャンプに参加、プレシーズンゲームで印象に残るプレーを見せて、9月6日に契約を結んだ。2009年は、7回のレシーブで96ヤードを記録した。2010年は、7試合をインアクティブで過ごし、キックオフリターンの際、爪先を負傷して、故障者リスト入りしたため最後の3試合に欠場、6試合の出場にとどまった。
2011年、リハビリで怪我から復帰、オプションレシーバー、キックオフリターナーとしてプレーした。
2012年、3月16日、カウボーイズと再契約を結んだ。開幕を第3WRとして迎え、開幕戦のニューヨーク・ジャイアンツ戦では8回のレシーブで114ヤード、2TDをあげた。11月4日のアトランタ・ファルコンズ戦では、3回のレシーブで96ヤード、1TDをあげた。この年自己ベストの32レシーブを記録した。
2012年シーズン終了後、フリーエージェントとなった彼は、2013年3月13日、タンパベイ・バッカニアーズと契約を結んだ。バッカニアーズでは4試合に出場、8レシーブ、70ヤード、1TDの成績をあげた後、解雇された。第4週のアリゾナ・カージナルス戦では5回のレシーブで30ヤードを獲得していた。10月2日、デトロイト・ライオンズと契約を結んだ。感謝祭の日に行われたグリーンベイ・パッカーズ戦ではワンハンドキャッチでのTDをあげた。この試合で40-10と勝利したライオンズは、サンクスギビングゲームで10年ぶりに勝利した。